# Särkilax gård
Särkilax gård, även Stor-Särkilax gård (finska Iso-Särkilän kartano) är en gård i Tövsala i Egentliga Finland. Den har ett medeltida ursprung och hör till de gårdslän som anlades vid Norrfinlands kust under 1200- och 1300-talet.
Särkilax är ett medeltida gårdslän anlagt på de stora öarna väster om farleden som idag utgör Vemo sund och nära sundets mynning i Virmo viken. Till gårdslänet hörde åtminstone byn Tammisto i norr och byn Söderlax (finska Vuorte) i söder. Särkilax omnämns första gången då en frälseman år 1374 med det otvivelaktigt finska namnet Mielivalta (svenska sinnesstyrka) och skriven till Särkilax var sigillvittne vid ett godsköp i Tövsala. Gårdslänet upplöstes under 1400-talet genom att fördelas mellan olika arvingar.
Den första kända ägaren till Särkilax av den ätt som efter sitt vapen bar namnet Stiernkors var Olof Persson. Han fick frälse år 1410 av kung Erik av Pommern. Hans bror som hade en del av Lill-Särkilax var inte  frälseman. Sonen, riksrådet Nils Olofsson skrev sig till Särkilax liksom också dennes son biskopen Magnus Nicolai i Åbo. Biskop Magnus bytte 1469 bort Särkilax till sin syster Martas man Olof Kirves. Deras dotter Karin Olofsdotter var gift med borgaren i Åbo, Nils Persson, som blev stamfar för den yngre ätten Stjernkors som efter 1496 övertog gården, vapnet och släktnamnet. Av Nils och Karins söner ärvde Gustav Nilsson (Stiernkors) Stor-Särkilax gård. Han var fogde och hingstridare hos hertig Johan och avled före 1592. I arvskiftet efter honom övergick gården till sonen, hovjunkaren Ivar Stiernkors som levde ännu 1620. Ivars äldre son Gustaf Ivarsson stupade i Trettioåriga kriget varefter gården ärvdes av hans syster Brita.
Efter Brita Stiernkors ärvdes gården av hennes ättlingar inom ätterna Sölfverarm, Carpelan och Lilliegren samt släkten Lagerstedt.